# Пражка пролет
Пражката пролет (на чешки: Pražské jaro; на словашки: Pražská jar) е период на масови протести и политическа либерализация в Чехословакия.
Процесът на либерализация в Чехословакия започва на 5 януари 1968 и продължава до 20 август същата година, когато армиите на СССР, НРБ, ПНР, ГДР и УНР окупират страната. Причина е избирането на реформатора Александър Дубчек за първи секретар на Комунистическата партия на Чехословакия, който поема курс към демократизация на страната, което не се харесва на съветската власт. Затова армиите на Варшавския договор нахлуват в страната, което води до спиране на реформите и поемане на курс към Нормализация.
България участва в потушаването на Пражката пролет с два мотострелкови полка и един танков батальон. България е първата страна, настояла за военна интервенция в Чехословакия, и последната, която се извинява за участието си в потушаването на Пражката пролет. Последното се случва с решение на парламента през 1990 г. и по време на визита на президента Петър Стоянов в Прага през 1997 г.

## Ситуация в страната
След края на Втората световна война Чехословакия попада в съветската сфера на влияние – така наречения Източен блок. Преди войната страната е една от най-силно развитите индустриални страни в Европа, но социализмът довежда до дълбока икономическа криза. За разлика от другите страни в Централна и Източна Европа, в Чехословакия комунистите идват на власт под формата на народно движение. От 1948 г. в страната е наложена еднопартийна система и властта е под контрола на комунистическата партия, която е под контрола на Съветския съюз. Реформите в държавата не довеждат до масови протести, каквито има в съседна Унгария.
Комунистическо движение получава подкрепата на част от народа поради следните причини:
1. Когато наближава краят на Втората световна война, Сталин подписва споразумение с Чърчил и Рузвелт, според което Прага трябва да бъде освободена от Червената армия, въпреки че американски войски под командването на генерал Джордж Патън са могли да освободят града по-рано. Сталин не изпълнява споразумението, тъй като подписва, че след войната страната ще бъде управлявана от демократично правителство, което самият той не допуска. Това обяснява и по-късната проруска (прокомунистическа) пропаганда след войната.
2. Споменът сред народа за пасивността на Запада по време на Мюнхенските споразумения, които дават съгласието си Нацистка Германия да окупира Судетската област.

Това са двата фактора, които влияят на народа при парламентарните изборите през май 1946 година – последните демократични избори в Чехословакия за дълъг период. Комунистите печелят тези избори с 31,2%, а Клемент Готвалд става министър-председател на страната. Следва комунистическия преврат от февруари 1948, когато цялата власт в Чехословакия преминава под контрола на Чехословашката комунистическа партия и СССР.
От средата на 1960-те години в страната започва все по-често да се долавя недоволството от съществуващия режим. Започват реформи вътре в самата Чехословашка комунистическа партия, които довеждат до избирането на Александър Дубчек за лидер на партията. Реформите на Дубчек са дълъг политически процес, които сам той нарича социализъм с човешко лице. Тези реформи не са пълно отхвърляне на стария режим както в Унгария (Унгарското въстание), а имат широката поддръжка на обществото, включително и на работническата класа. Ръководителите в Кремъл приемат провежданите реформи в Чехословакия като отхвърляне на тяхната хегемония и заплаха за целия Източен блок и за сигурността на самия Съветски съюз. Чехословакия се намира в средната отбранителна линия на Организацията на Варшавския договор и нейно евентуално преминаване на страната на Запада увеличава заплахата за СССР, което по времето на Студената война е неприемливо.
От друга страна значително малцинство хардлайнери в Чехословашката комунистическа партия сътрудничат на СССР, с което целят да забавят провежданите реформи. Хардлайнерите гледат със страх на широката поддръжка сред народа за реформите на Дубчек.

## Съветска политика
Съветската политика в Източния блок цели да поддържа просъветски комунистически режими в тези страни и да използва военна сила, ако е застрашена съветската хегемония. Тази доктрина е известна като доктрината „Брежнев“ по името на съветския лидер Леонид Брежнев, който за пръв път я обявява, макар че е прилагана още от времето на Сталин. Тя е актуална до средата на 1980-те години по времето на Михаил Горбачов, който я сменя с доктрината „Синатра“.
Съветските ръководители първо се опитват да притиснат Чехословакия да изостави или ограничи провежданите реформи чрез преговори. Когато опитите им се провалят, предприемат военна намеса. Тя е подпомогната от писмо от началато на август 1968, подписано от петима членове на ЦК на ЧКП (Алоис Индра, Драхомир Колдер, Олдржих Швестка, Антонин Капек и Васил Биляк) лично до Леонид Брежнев, в което молят за интернационална подкрепа на комунистическия режим в Чехословакия и защита от „настъпващата контрареволюция“.

## Окупация
През нощта на 20 срещу 21 август 1968 г. войските на Източния блок от 5 страни от Организацията на Варшавския договор (ОВД), навлизат на територията на Чехословакия. Провежда се т.нар. операция „Дунав“ (Операция „Дунай“). Според официалните съветски власти войските им са „повикани“ от чехословашките комунисти, които са потърсили братска помощ против контрареволюцията.
По време на нахлуването от 5 до 7 хиляди съветски танка и от 300 до 600 хиляди войници от частите на ОВД окупират чехословашката територия. България изпраща танкова бригада с 33 танка „Т-34“.
Над 100 души губят живота си по време на нашествието.
Александър Дубчек призовава народа да не дава отпор. Той и още няколко ръководители на Партията и държавата са арестувани и насилствено изпратени в Москва, там са принудени да подпишат т.нар. „Московски протокол“, с който се легитимира окупацията на Чехословакия.

## Последици от окупацията
Западните страни само вербално осъждат нахлуването. Реалността от ядрена заплаха по времето на Студената война поставя страните от Запада в положение, при което не биха били в състояние да изтласкат съветските войски. Неочаквано лидерът на комунистите в Румъния Николае Чаушеску, остър противник на съветското влияние, застава в подкрепа на Александър Дубчек и произнася публична реч в Букурещ в самия ден на нахлуването, осъждайки съветската политика.
Окупацията принуждава от 70 до 300 хиляди души да емигрират на Запад, предимно висококвалифицирани професионалисти. Западните страни приемат без никакви пречки тези емигранти.
Събитията около Пражката пролет разочароват много западни левичари с ленинистки възгледи и допринасят за разпадането на много от тези партии в западноевропейките страни. Еврокомунистите и редица леви интелектуалци се разграничават от действията на комунистическите партии в социалистическите страни. Ив Монтан дори участва във филма „Признание“, който безпощадно разобличава действията на комунистическата диктатура в Унгария през 1956 г. и в Чехословакия през 1968 г.
Десетилетия по-късно Пражката пролет заема името си на друго събитие, случило се в Народна република Китай по време на политическата либерализация в страната, познато като Пекинска пролет. Делото на Пражката пролет оказва влияние на хърватското движение в СФРЮ през 1970-те години.

## Произход на названието „Пражката пролет“
Наименованието „Пражка пролет“ се появява най-напред в западните медии. С този термин се обозначават процесите в Чехословакия през 1968 г. Названието получава популярност в целия Източен блок. Този термин е аналогичен с термина „Пролетта на народите“ – поетичното име на революциите от 1848 година.

## Памет
На Пражката пролет е наречена улица в квартал „Фондови жилища“ в София (Карта).